# Camille Biot
Camille Biot, né le 19 décembre 1850 à Châtenoy-le-Royal, où il est mort le 5 juillet 1918, est un médecin français, célèbre pour sa description de ce qui sera nommé, en son honneur, la respiration de Biot.

## Biographie
Né en Saône-et-Loire en 1850, Camille Biot fait son internat de médecine à l'Hôtel-Dieu de Lyon puis obtient sa thèse en médecine de la faculté de médecine de Lyon en 1878. Il exerce ensuite en tant que médecin généraliste à Macon,.
Il fut membre adjoint de la Société des sciences médicales et membre titulaire de la Société anatomique de Lyon.

## Publications
- Éditions de Considérations pratiques sur l'opération du bec-de-lièvre (1875)[5]
- Étude clinique et expérimentale sur la respiration de Cheyne-Stokes (1878)[6]
- Étude sur la marche et les causes de l'épidémie de fièvre typhoïde qui a régné à Mâcon en 1881 (1883)[7]
- Cathéter utérin-flexible (1885, Lyon)[8]